# Cyathea assimilis
Cyathea assimilis är en ormbunkeart som beskrevs av William Jackson Hooker. Cyathea assimilis ingår i släktet Cyathea och familjen Cyatheaceae. Inga underarter finns listade.